# Ejeda
Ejeda est une commune rurale malgache située dans la partie sud de la région d'Atsimo-Andrefana.